# Jastrabie nad Topľou
Jastrabie nad Topľou – wieś (obec) na Słowacji położona w kraju preszowskim, w powiecie Vranov nad Topľou. Pierwsze wzmianki o miejscowości pochodzą z 1363 roku.
Według danych z dnia 31 grudnia 2012 roku, wieś zamieszkiwało 461 osób, w tym 224 kobiety i 237 mężczyzn.
W 2001 roku pod względem narodowości i przynależności etnicznej 99,74% mieszkańców stanowli Słowacy, a 0,26% Czesi.
Ze względu na wyznawaną religię struktura mieszkańców kształtowała się w 2001 roku następująco:
- Katolicy rzymscy – 43,85%
- Grekokatolicy – 47,18%
- Ewangelicy – 8,46%
- Ateiści – 0,26%
- Nie podano – 0,26%